# Warden (Washington)
Warden je grad u američkoj saveznoj državi Washington. Prema popisu stanovništva iz 2010. u njemu je živjelo 2.692 stanovnika.